# 樊章
樊 章（はん しょう、生没年不詳）は、中国の前漢の人である。西暦紀元2年に舞陽侯。
漢の功臣で舞陽侯だった樊噲の玄孫の子、すなわち樊噲を1世代目として6世代目の子孫である。父は樊勝客といい、民の爵である不更を有していた。元始2年（西暦2年）4月、平帝が功臣の子孫を探し、4人を列侯に、104人を関内侯に取り立てた。このとき樊章は舞陽侯とされ、1000戸を食邑として与えられた。先祖の樊噲は5400戸であった。この時平帝は幼少で、実権を握るのは王莽であった。6年後の西暦8年に王莽は漢に代わって新の皇帝となり、23年に滅びたが、樊章がどうなったかは不明である。